# Pholidoteuthis
Pholidoteuthis Adam, 1950 è un genere di molluschi cefalopodi appartenenti all'ordine Oegopsida, l'unico della famiglia Pholidoteuthidae Adam, 1950.

## Distribuzione e habitat
Il genere Pholidoteuthis sembra avere distribuzione cosmopolita nelle acque oceaniche delle fasce da tropicali a temperate. Si tratta di cefalopodi meso e batipelagici che effettuano migrazioni nictemerali passando le ore diurne a profondità fino a 1500 m almeno e portandosi in acque più superficiali durante la notte. Durante il giorno gli adulti stazionano nei pressi del fondale. I giovanili e le paralarve si incontrano in acque poco profonde sopra i 500 metri. 

## Descrizione
La caratteristica più evidente di questa famiglia è la presenza di cuscinetti dermici, formazioni cutanee apparentemente simili alle scaglie dei pesci ossei disposte sul mantello eccettuata quasi tutta la parte ventrale. I cuscinetti dermici hanno forma rotondeggiante o poligonale e sono simili a quelli presenti in Lepidoteuthis grimaldii ma sembra che non vi sia nessuna omologia tra di essi e che questi adattamenti siano frutto di pura convergenza evolutiva. In questo genere il mantello è grossolanamente cilindrico e nella parte posteriore finisce a punta. Il corpo ha una consistenza spugnosa. Le pinne hanno forma da quadrangolare a cuoriforme e hanno due lobi nella parte anteriore verso la testa mentre nella parte posteriore si uniscono all'apice del mantello. Le braccia sono spesse, relativamente corte, e armate di due file di ventose ognuna delle quali ha circa 18 dentelli ma nessun uncino. I tentacoli sono lunghi e sottili, la clava tentacolare è molto lunga e stretta, con ventose disposte in 4 file. Non sono presenti fotofori e il maschio è privo di ectocotile: Il colore è violaceo più o meno scuro.

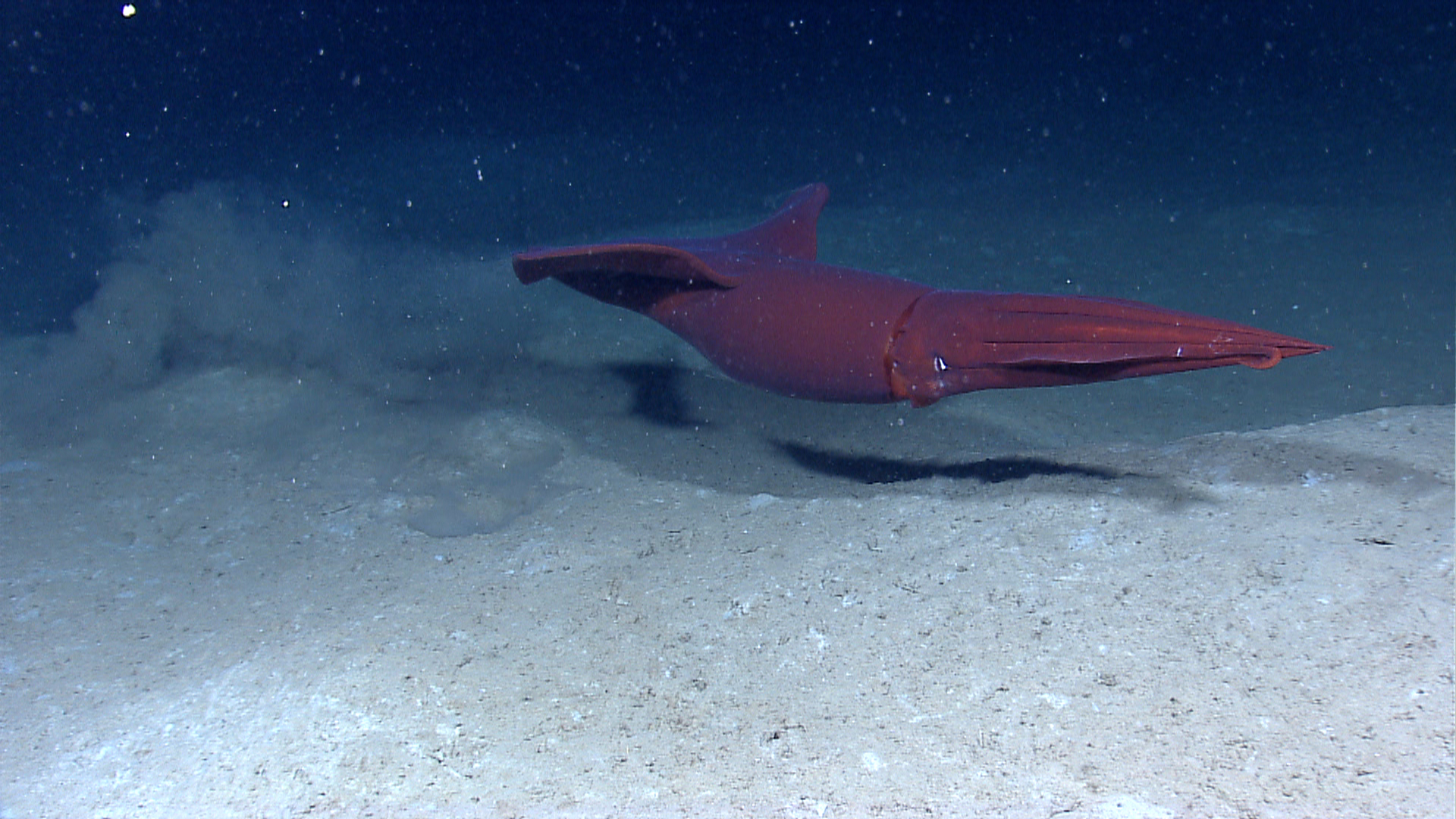
P. adami ripreso nell'ambiente di vita

La taglia raggiunge gli 80 cm di lunghezza del mantello.

## Biologia
Le due specie del genere sembrano essere abbondanti e diffuse su un areale molto vasto sebbene storicamente fossero considerate rare e sporadiche a causa dell'inadeguatezza dei metodi di campionamento utilizzati.

### Comportamento
Filmati effettuati da ROV mostrano che la posizione di nuoto è verticale con testa e braccia rivolte all'insù parallelamente al mantello in una posizione che ricorda la lettera "J". Il nuoto avviene attraverso lenti movimenti delle pinne.

### Predatori
Tra i predatori noti vi sono capodogli, globicefali, delfini, tonni, Alepisaurus, Trichiuridae, pesci spada e squali e razze abissali.

## Pesca
Inesistente.

## Tassonomia
Il genere comprende le seguenti specie:
- Pholidoteuthis adami Voss, 1956
- Pholidoteuthis massyae (Pfeffer, 1912)